# Жуть (фильм)
«Жуть» — (англ. Spookies) — фильм режиссёров Джина Джозефа и Томаса Дорана.

## Сюжет
Группа искателей приключений, сбившись с пути, попала в таинственный дом, где им пришлось столкнуться с разнообразной нечистью: зомби, вампиры, демоны. Но самая страшная угроза исходит от живущего в доме колдуна, который желает воскресить свою невесту. А для этого ему нужны жертвы.

## В ролях
- Феликс Уорд
- Мария Печукас
- Алек Немсер
- Питер Ясилло

## Съёмочная группа
- Режиссёры: Джин Джозеф и Томас Доран
- Сценаристы: Энн Бургунд и Томас Доран